# 丛薹草
丛薹草（学名：Carex caespitosa）为莎草科薹草属下的一个种。

## 概述
分布在芬兰、瑞典、俄罗斯、朝鲜、日本以及中国大陆的吉林、内蒙古、青海、黑龙江、陕西、新疆等地，生长于海拔200米至3,500米的地区，常生长在沼泽以及湿地。